# Eriphus longicollis
Eriphus longicollis är en skalbaggsart som beskrevs av Dmytro Zajciw 1961. Eriphus longicollis ingår i släktet Eriphus och familjen långhorningar. Inga underarter finns listade i Catalogue of Life.